# 物吉貞宗
物吉貞宗（平假名：ものよしさだむね），是日本鎌倉時代末期刀匠─貞宗所作的脇刀。刀身正面與背面刻有素劍、鍬形、蓮華與梵字雕刻，包含燒刃在內，是能充份展現貞宗風格的作品。

## 歷史與名稱由來
是德川家康平日經常佩帶於腰間的脇刀，刀號「物吉」代表好兆頭，象徵只要佩帶此刀出陣，必能帶來勝利。可見德川家康對它的喜愛程度。德川家康過世後，這把刀作為遺物，由家康九男德川義直繼承，成為尾張德川家代代相傳的寶刀。

## 現狀
在昭和時代(1953年)被文化廳指定為重要文化財，並被歸類為短刀。現為德川美術館收藏中，但在美術館中，被歸類為脇刀。

## 備注
1. ↑  文化廳文化遺產數據庫 （日語）
2. ↑  德川美術館 （页面存档备份，存于） （日語）